# La Musique aux Tuileries
La Musique aux Tuileries (Âm nhạc trong vườn Tuileries), tác phẩm được vẽ năm 1862 của Édouard Manet. Bức họa mô tả khung cảnh một buổi hòa nhạc trong vườn Tuileries này là tác phẩm lớn đầu tiên của Manet về đời sống đô thị hiện đại. Manet đã đưa vào trong bức tranh chân dung của bản thân và nhiều người bạn nổi tiếng của mình, như Charles Baudelaire, Henri Fantin-Latour, Jacques Offenbach, Théophile Gautier... Âm nhạc trong vườn Tuileries hiện được trưng bày ở phòng tranh The Hugh Lane, thành phố Dublin.